# 苞序豆腐柴
苞序豆腐柴（学名：Premna bracteata）为马鞭草科豆腐柴属下的一个种。

## 扩展阅读
- 維基物種上的相關：苞序豆腐柴